# Выборы в Сенат США в Делавэре (2002)
Выборы в Сенат США в Делавэре 2002 года состоялись 5 ноября 2002 года. По итогу выборов действующий сенатор США от Демократической партии Джо Байден был переизбран на шестой срок, повторно победив своего соперника от Республиканской партии, бизнесмена Рэймонда Клатворти. Это последние выборы в Сенат, на которых Байден уменьшил свой процент голосов по сравнению с предыдущими выборами, и единственный раз, когда Байден проиграл в округе Кент на своих семи выборах в Сенат. Также на этих выборах Байден стал первым сенатором Делавэра, выигравшим шесть сроков, и тем самым был сенатором штата дольше всех.

## Выборы

### Кандидаты
- Джо Байден, действующий сенатор от штата Делавэр (Демократическая партия).
- Рэймонд Клатворти, бизнесмен, кандидат на выборах в Сенат 1996 года (Республиканская партия)[1].
- Рэймонд Буранелло (Либертарианская партия).
- Роберт Мэттсон (Партия естественного права).
- Морис Баррос, бывший менеджер универмага (Независимая партия Делавэра).

### Результаты
| Кандидат          | Партия                      | Избиратели | Избиратели |
| Кандидат          | Партия                      | Количество | %          |
| ----------------- | --------------------------- | ---------- | ---------- |
| Джо Байден        | Демократическая партия      | 135 253    | 58,22      |
| Рэймонд Клатворти | Республиканская партия      | 94 793     | 40,8       |
| Морис Баррос      | Независимая партия Делавэра | 996        | 0,43       |
| Рэймонд Буранелло | Либертарианская партия      | 922        | 0,40       |
| Роберт Мэттсон    | Партия естественного права  | 350        | 0,15       |
| Всего             | Всего                       | 232 314    | 100        |

| Округ    | Джо Байден | Джо Байден | Рэймонд Клатворти | Рэймонд Клатворти |
| Округ    | #          | %          | #                 | %                 |
| -------- | ---------- | ---------- | ----------------- | ----------------- |
| Кент     | 16 786     | 48,82      | 17 310            | 50,35             |
| Нью-Касл | 91 554     | 63,02      | 52 129            | 35,88             |
| Сассекс  | 26 830     | 51,11      | 25 277            | 48,15             |
| Итоги    | 135 253    | 58,22      | 94 793            | 40,8              |